# MHC Leusden
MHC Leusden (voluit: Mixed Hockey Club Leusden) is een Nederlandse hockeyclub uit Leusden.
De hockeyclub, opgericht in 1973 op initiatief van KNMI-medewerker John Bernard, is in 2008 van het Valleipark naar de Schammer verhuisd. De club beschikt over 4 velden; 3 semi-watervelden, 1 vol-waterveld en een kwart veld. De club heeft elftallen die in alle klassen in de bondscompetitie voor volwassenen en jeugd uitkomen. Daarnaast, G&LG Hockey en Fithockey, alsmede een groot aantal trimmers, op de maandag- en donderdagavond.